# Žiar (okres Liptovský Mikuláš)
Žiar je obec na Slovensku v okrese Liptovský Mikuláš ležící na pravém břehu říčky Smrečianka na úpatí Západních Tater. V roce 2016 zde žilo 455 obyvatel.

## Historie
První písemná zmínka o obci pochází z roku 1349. Během 15. a 16. století byla obec administrativně spojená se Smrečanami, k osamostatnění došlo až kolem roku 1760. V letech 1892 -1938 se ze Žiaru vystěhovalo 66 obyvatel do USA.

## Turismus
Ze Žiaru vede  modře značená turistická trasa do Smutného, Žiarského nebo Baníkovského sedla. 